# Ботевградска духовна околия
Ботевградска духовна околия е околия и ариерейско наместничество с център град Ботевград е част от Ловчанската епархия на Българската православна църква.

## Храмове
- Боженица – „Света Параскева“ – 1834 г.
- Ботевград – „Възнесение Господне“ – 1894 г.
- Ботевград – „Успение Богородично“ – 23 юни 2007 г.
- Врачеш – „Свети Димитър“ – 1863 г.
- Гурково – „Свети Иван Рилски“ – 11 ноември 1905 г.
- Етрополе – „Свети Георги“ – ХІІ – ХІІІ век
- Етрополе – „Свети Архангел Михаил“ – 21 ноември 1837 г.
- Калугерово – „Възнесение Господне“ – 18 март 1857 г.
- Краево – „Свети Цар Борис“ – 1944 г.
- Липница – „Свети Димитър“ – 4 март 1864 г.
- Литаково – „Свети Николай“ – 12 февруари 1882 г.
- Новачене – „Успение Богородично“ – 1898 г.
- Осиковица – „Свети Архангел Михаил“ – 24 август 1834 г.
- Правец – „Свети Атанасий“ – 1856 г.
- Радотина – „Св. св. Кирил и Методий“ – 1896 г.
- Разлив – „Рождество Богородично“ – 26 септември 1946 г.
- Рашково – „Възнесение Господне“ – 22 май 1922 г.
- Рибарица – „Живоприемни източник“ – 2 май 2005 г.
- Своде – „Свети Николай“ – 18 юни 1881 г.
- Скравена – „Св. св. Козма и Дамян“ – 14 ноември 1896 г.
- Трудовец – „Свети Георги“ – 1909 г.